# Éditions Heugel
Les Éditions Heugel et Compagnie sont une maison d'édition de musique créée en 1839, à Paris, par Jacques-Léopold Heugel. Restées dans la famille du fondateur pendant 140 ans, elles ont édité un grand nombre de partitions de musique et ont acquis un grand prestige en éditant de grands compositeurs de musique comme Verdi, Delibes, Gabriel Fauré, Jules Massenet, Georges Auric, Paul Lacombe, Francis Poulenc, Darius Milhaud, Germaine Tailleferre, Pierre Boulez et beaucoup d'autres. Elles ont été achetées en 1980 par leur concurrent, les Éditions Alphonse Leduc dont elles sont une marque éditoriale.

## Histoire

### Fondateur: Jacques-Léopold Heugel (1815-1883)
Jeune professeur de musique, Jacques-Léopold Heugel crée avec Antoine Meissonnier, également un professeur de musique, les Éditions Heugel qu'ils transfèrent en 1842 rue Vivienne, au siège d'un magazine musical, Le Ménestrel, qu'ils venaient d'acquérir.

Ami de Gioacchino Rossini et d'Ambroise Thomas, Jacques-Léopold Heugel, qui se veut aussi journaliste, publie les partitions de ses amis pianistes et les fait illustrer par des artistes de talent comme Honoré Daumier et Gustave Doré.

### Homme du succès: Henri Heugel (1844-1916)
C'est le fils du fondateur, Henri Heugel, qui donna une ampleur plus grande à la maison en acquérant des collections pour enrichir considérablement le catalogue. C'est ainsi qu'il put éditer Charpentier, Jacques Offenbach, Rossini et Verdi, ainsi que certains grands compositeurs français de son époque (Fauré, Lalo, Massenet). Il devient alors l'éditeur parisien de référence pour les partitions d'opéra.

Son neveu, Paul-Émile Chevalier (1861-1931), assura, pendant quelques années, la direction de la maison familiale avant que le fils, Jacques Heugel (1890-1979), soit en âge de prendre la succession.

### Jacques Heugel: poète et continuateur de la saga familiale
Jacques Heugel se montra un continuateur efficace en attirant chez lui les plus doués des compositeurs du début de son siècle.  Georges Auric, Reynaldo Hahn, Francis Poulenc, Franz Schmitt, Jacques Ibert, Darius Milhaud et André Jolivet furent les grands auteurs de sa maison et il eut pour ami Raoul Dautry.

Outre la musicologie, l'autre grande passion de Jacques Heugel fut la poésie et il publia, étant bien placé pour le faire, des recueils de poèmes, dont beaucoup ont été mis en musique. Sa poésie, ainsi que ses œuvres philosophiques, sont placés sous le signe du mysticisme, voire de l'ésotérisme. Il rend hommage, par un livre, à Victor Hugo un grand voyant celte, selon lui.

Il se passionna pour le celtisme et fut l'un des fondateurs du Collège bardique des Gaules en 1934. Bien que la présidence ait été conférée à titre honorifique au poète-paysan intronisé Grand Druide des Gaules, Philéas Lebesgue et, sous le nom bardique de Telen Myrzynn (La Harpe de Merlin), en assuma la présidence effective. Ayant appris le breton, il était déjà druide du Gorsedd de Bretagne et avait été investi par l'autorité suprême du celtisme gallois et breton, le Gorsedd des bardes de l'Île de Bretagne à l'été 1933.

### Quatrième génération: François et Philippe Heugel
En 1948, Jacques Heugel se retire et laisse les commandes à ses deux fils qui se partagent les tâches, François étant le directeur commercial et Philippe, le directeur artistique.
Ils éditent les nouvelles vedettes de la scène musicale française comme Germaine Tailleferre, puis Pierre Boulez, Betsy Jolas, Henri Dutilleux et Gilbert Amy.
En 1967, ils lancent une collection de musique ancienne, placée sous la direction de François Lesure. Elle se distingue particulièrement par la réédition intégrale des 555 sonates de Domenico Scarlatti en 12 volumes, Kenneth Gilbert en étant l'éditeur intellectuel.
En 1980, la majorité du capital de société  Heugel est reprise par les Éditions Alphonse Leduc.
Le 26 mai 2011, une grande vente aux enchères publiques des Archives et souvenirs de la famille Heugel, dont plusieurs manuscrits musicaux, s'est tenue à l'Hôtel Drouot (Salle 9) à Paris.
Le 12 décembre 2014, la société, fortement déficitaire, est dissoute.